# Terras do Miño
La Reserva de la Biosfera Terras do Miño va ser la primera Reserva de la Biosfera declarada a Galícia (2002) i la segona més gran de la península Ibèrica.
Inclou 26 municipis integrats a la Conca Alta del riu Miño: Ourol, O Valadouro, Muras, Alfoz, Mondoñedo, Abadín, Xermade, Vilalba, A Pastoriza, Riotorto, Guitiriz, Cospeito, Meira, Begonte, Rábade, Castro de Rei, Outeiro de Rei, Pol, Lugo, Friol, Castroverde, Guntín, O Corgo, Baralla, O Páramo i Láncara, ocupant el 39% de la província de Lugo, amb una superfície total de 363.668 ha, constituint una de les Reserves de la Biosfera més poblades d'Espanya.